# Jardín histórico La Cónsula
El jardín histórico La Cónsula es un jardín botánico de la ciudad española de Málaga. Tiene una superficie de 12,5 hectáreas y está situado en el distrito de Churriana, junto a la carretera hacia Alhaurín de la Torre. Desde 1993 alberga en su recinto la sede de la Escuela de Hostelería de Málaga.

## Historia

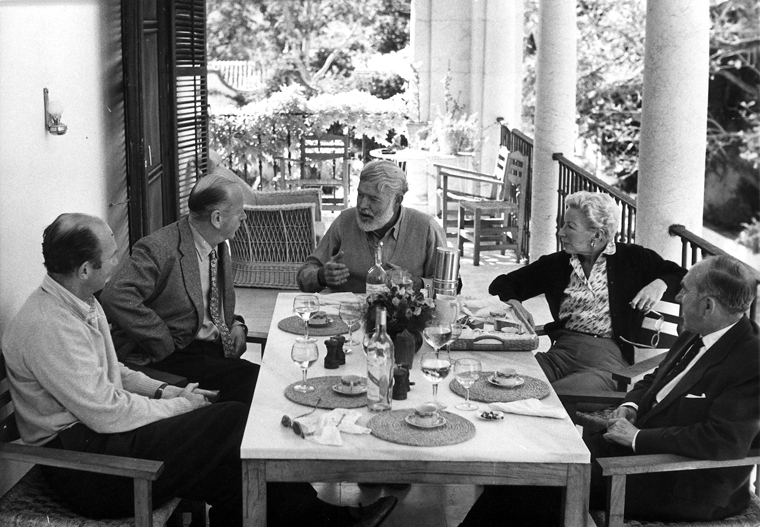
D. Bill Davis, propietario entonces, D. Rupert Belleville, el novelista estadounidense D. Ernest Hemingway, Dña. Mary Hemingway y D. Juan Quintana durante un almuerzo en La Cónsula en 1959

En sus inicios durante el siglo XVIII era una hacienda agrícola conocida con el nombre de San Rafael, que tras pasar por distintos propietarios recae en manos del alemán D. Juan Roose Kupckovius, cónsul de Prusia, de ahí el nombre actual de la finca. Este empresario y diplomático, propietario de la casa de comercio Lambrecht, Roose & Company, comienza las obras de construcción en 1807 de la casa de recreo y del jardín principal de estilo clasicista francés que se encuentra delante de la mansión.
Pero el apogeo de La Cónsula surge cuando el senador D. Enrique Heredia Livermore, hijo del industrial Manuel Agustín Heredia, se hizo con la propiedad en 1856. A él se deben las especies de plantas exóticas del jardín de la finca, que coinciden con las de Finca La Concepción, propiedad por aquel entonces de su hermana Amalia Heredia Livermore. 
Después pasó a manos del matrimonio estadounidense formado por Bill y Annie Davis, que entre sus numerosos invitados tuvieron en 1959 a Ernest Hemingway, para escribir por encargo de la revista Life un reportaje sobre el duelo taurino entre Luis Miguel Dominguín y Antonio Ordóñez. De este artículo nacería su novela The Dangerous Summer, en ella describe esta finca como el mejor lugar del mundo por «su luz divina y su cálido clima».
En el año 1973 la finca La Cónsula fue comprada por el Ayuntamiento a su propietaria Anne Bakwel Davis. Posteriormente, en 1984, se llevó a cabo una restauración, que culminaría en 1993 con la creación de un consorcio entre el Ayuntamiento de Málaga y la Junta de Andalucía para convertir la casa de la finca en la sede de la Escuela de Hostelería de Málaga y en 1997 fue adscrita al Patronato Botánico Municipal por su jardín de parterres y simetrías.

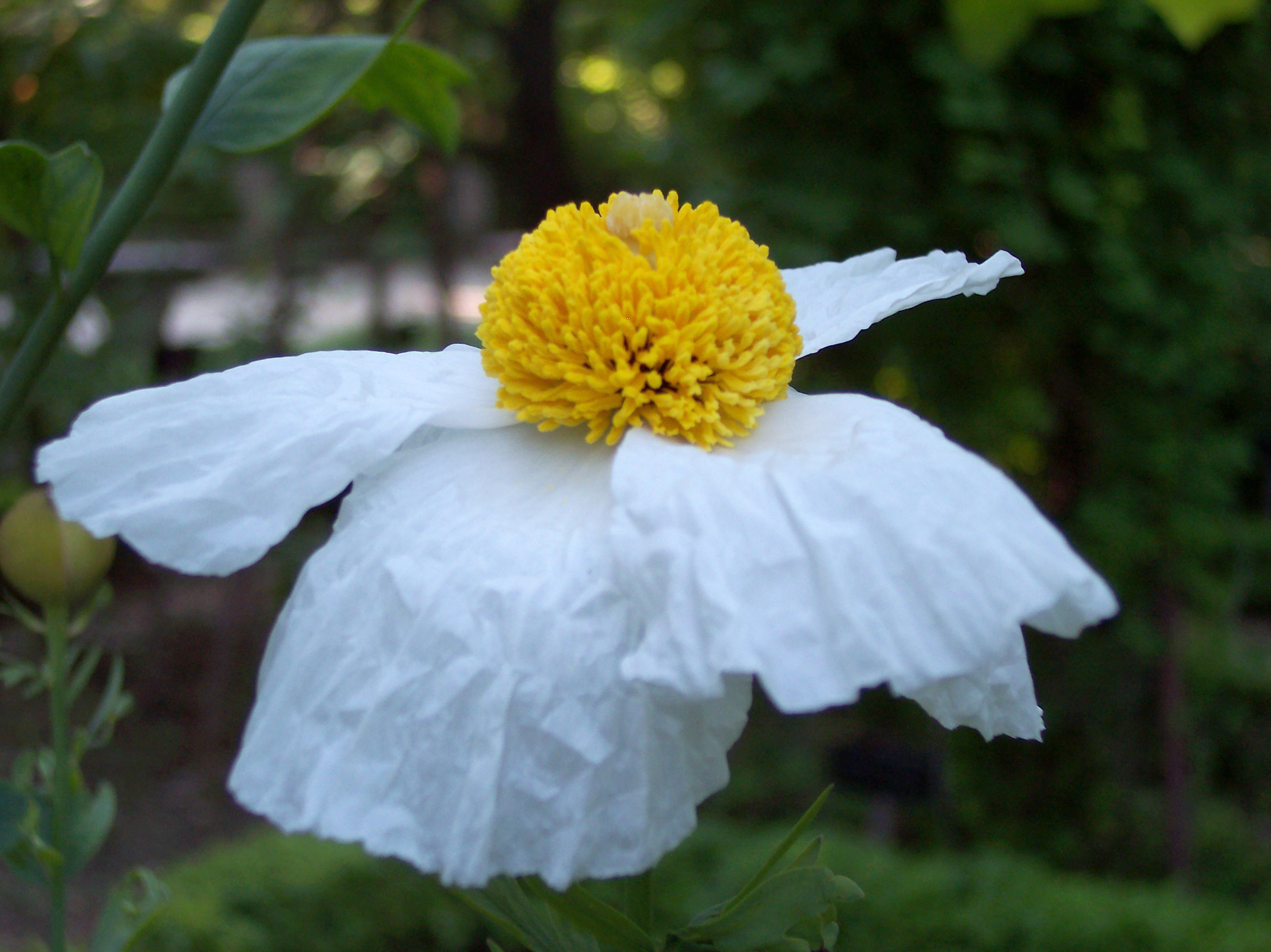
Flor de Romneya coulteri, una de las especies presentes en el jardín de La Cónsula

## Colecciones
En el jardín abundan las especies tropicales y subtropicales. Reúne un total de 700 ejemplares de 100 especies, como la Romneya trichocalix, Romneya coulteri, Cycas revoluta, palmeras, bambús, yucas, araucarias y jacarandas.

## Edificaciones
La palacete de esta antigua hacienda es una construcción de autor desconocido que recuerda a las coloniales que se crearon en las haciendas Sudamericanas y del sur de Estados Unidos. Presenta una planta rectangular con dos pisos, dispuesta en torno a un patio central. Las fachadas son de doble alquería con columnas toscanas de mármol blanco.
Durante el tiempo que la finca estuvo en poder del presbítero D. Pedro López en el siglo XVII, se realizó un templete cupulado que actualmente podemos contemplar en la finca y que es conocido como la Tumba del cura.